# 나리타 카이리
나리타 카이리(成田 浬, 1970년 7월 14일 ~ )는 일본의 배우이자 성우이다.

## 방송
- 겐로쿠 요란

## 영화
- 푸른 늑대 - 땅 끝 바다가 다하는 곳까지